# 思的克
思的克，或作司迪克、斯的克，也称思的克伯克、沙的克伯克、斯的克巴克，清朝新疆希布察克部布鲁特（即柯尔克孜族）首领，曾为塔什密里克阿奇木伯克，同治回乱期间曾短暂的占据喀什噶尔。

## 生平
清同治三年（1864年），新疆天山南北多地爆发大规模反清运动，掌控领导权的多为阿訇、和卓、伯克或原清朝地方官员。喀什噶尔白山派头目托乎提马木提占据喀什噶尔回城，实行宗教统治。1864年夏，思的克在牌素巴特回庄金相印等人的支持下攻入喀什噶尔回城，推翻并驱逐了托乎提马木提，自称“喀什噶尔帕夏”（喀什王）。割据库车的热西丁和卓安排哈提甫西征，遭思的克抵制，最终于1864年初冬退回乌什:461。
1864年9月，思的克因为对喀什噶尔回城的统治遭到维吾尔族的反对，且久攻清军据守的喀什噶尔汉城不下，派金相印等人前往浩罕汗国，请求浩罕让白山派“大和卓”波罗尼都后裔返回喀什噶尔，同时请求浩罕给予军事援助。浩罕执政的将军阿里木庫里派遣阿古柏率队带着波罗尼都曾孙布素鲁克前往喀什噶尔。阿古柏等人于1865年1月初抵达喀什噶尔。思的克组织喀什噶尔市民对布素鲁克的到来夹道欢迎，布素鲁克随后被拥立为汗，但思的克和阿古柏的矛盾日趋尖锐:464。阿古柏利用喀什浩罕商人的资助支持反对思的克的势力，最终于1865年3月将思的克逐出喀什噶尔。
1865年3月，被逐的思的克逃回阿克陶，集结柯尔克孜等族反击阿古柏，阿古柏强征入伍的柯尔克孜人也举行过兵变呼应:464。思的克曾率七千余柯尔克孜兵回袭喀什噶尔，但再次失败。随后，思的克逃至英吉沙尔、阿克陶一带，再次组织柯尔克孜等族民众抗击阿古柏，并在阿克陶筑城据守。几经激战之后，终因寡不敌众，城池陷落。阿古柏接收思的克势力后，迅速组建了数千名士兵的军队，于4月11日攻克英吉沙尔，塔什密里克也被阿古柏攻占，思的克残部被彻底逐出新疆。

## 相关
1961年，斯的克巴克古城遗址被新疆维吾尔自治区公布为自治区级文物保护单位。1981年，该遗址被收入《中国名胜辞典》。